# Tlacuilo
I tlacuilo ("colui che scrive dipingendo") erano gli scribi aztechi e dedicavano tutta la loro giovinezza all'apprendimento di questo complicato sistema di scrittura. Essi rappresentavano un'elite altamente specializzata di funzionari statali con una profonda conoscenza di tutta la burocrazia dell'Impero azteco, che spaziava dall'esazione delle imposte fino all'astronomia.
Per diventare un tlacuilo bisognava essere, per ovvi motivi, particolarmente portati per il disegno e i giovani che mostravano di possedere tale caratteristica venivano subito avviati allo studio di questa arte alla quale dedicavano tutta la vita.
Con il passare del tempo, si sono completamente perse le conoscenze che permettevano la scrittura pittografia tradizionale: infatti con la conquista spagnola, la lingua nahuatl fu trascritta utilizzando caratteri latini al posto dei glifi che cessarono di essere utilizzati e di conseguenza furono dimenticate anche le regole sintattiche pittoriche.